# 盼多水壩
盼多水壩（Pandoh Dam）是印度位於喜馬偕爾邦門迪縣比亞斯河的一座水壩。大壩於1977年完工，其主要用途是水力發電。